# 1. Fußball-Club Kaiserslautern 1963-1964
Questa voce raccoglie le informazioni riguardanti il 1. Fußball-Club Kaiserslautern nelle competizioni ufficiali della stagione 1963-1964.

## Stagione
Nella stagione 1963-1964 il Kaiserslautern, allenato da Günter Brocker, concluse il campionato di Bundesliga al 12º posto. In Coppa di Germania il Kaiserslautern fu eliminato agli ottavi di finale dal Monaco 1860.

## Rosa
| N. |                     | Ruolo | Calciatore          |
| -- | ------------------- | ----- | ------------------- |
|    | Germania (bandiera) | P     | Wolfgang Schnarr    |
|    | Germania (bandiera) | P     | Horst-Dieter Strich |
|    | Germania (bandiera) | D     | Heinrich Bauer      |
|    | Germania (bandiera) | D     | Hermann Diehl       |
|    | Germania (bandiera) | D     | Roland Kiefaber     |
|    | Germania (bandiera) | D     | Willi Kostrewa      |
|    | Germania (bandiera) | D     | Werner Mangold      |
|    | Germania (bandiera) | D     | Dieter Pulter       |
|    | Germania (bandiera) | D     | Gerd Schneider      |
|    | Germania (bandiera) | D     | Dieter Schönborn    |

| N. |                        | Ruolo | Calciatore         |
| -- | ---------------------- | ----- | ------------------ |
|    | Germania (bandiera)    | C     | Jürgen Neumann     |
|    | Germania (bandiera)    | C     | Willi Wrenger      |
|    | Germania (bandiera)    | A     | Harald Braner      |
|    | Germania (bandiera)    | A     | Manfred Feldmüller |
|    | Germania (bandiera)    | A     | Walter Gawletta    |
|    | Germania (bandiera)    | A     | Erich Meier        |
|    | Paesi Bassi (bandiera) | A     | Co Prins           |
|    | Germania (bandiera)    | A     | Willy Reitgassl    |
|    | Germania (bandiera)    | A     | Winfried Richter   |

## Organigramma societario
Area tecnica
- Allenatore: Günter Brocker
- Allenatore in seconda:
- Preparatore dei portieri:
- Preparatori atletici:

## Calciomercato

### Sessione estiva
| Acquisti | Acquisti            | Acquisti       | Acquisti |
| R.       | Nome                | da             | Modalità |
| -------- | ------------------- | -------------- | -------- |
| A        | Harald Braner       | Wormatia Worms |          |
| A        | Co Prins            | Ajax           |          |
| P        | Horst-Dieter Strich | Magonza        |          |
| C        | Willi Wrenger       | RW Oberhausen  |          |

| Cessioni | Cessioni            | Cessioni      | Cessioni |
| R.       | Nome                | a             | Modalità |
| -------- | ------------------- | ------------- | -------- |
| A        | Gerhard Settelmeyer | SV Weingarten |          |

## Risultati

### Bundesliga

#### Girone di andata
| Arbitro: | Malka |

|                    |           |                    |
| Schämer 40’ (rig.) | Marcatori | 38’ (rig.) Neumann |

| Arbitro: | Riegg |

|                                 |           |                           |
| Schulz 28’ (aut.) Reitgassl 87’ | Marcatori | 4’, 69’ Berz 58’ Herrmann |

| Arbitro: | Zimmermann |

|                     |           |                       |
| Rühl 73’ Faeder 79’ | Marcatori | 13’ Richter 36’ Prins |

| Arbitro: | Kreitlein |

|                                |           |  |
| Reitgassl 27’, 84’ Richter 63’ | Marcatori |  |

| Arbitro: | Leidag |

|                                                 |           |  |
| Stemmer 50’ (rig.) Brunnenmeier 63’ Küppers 76’ | Marcatori |  |

| Kaiserslautern 5 ottobre 1963, ore 15:30 CET 6ª giornata | Kaiserslautern | 0 – 0 referto | Preußen Münster | Betzenbergstadion (15 000 spett.)\| Arbitro: \| Seekamp \| |
| Arbitro:                                                 | Seekamp        |               |                 |                                                            |

| Arbitro: | Ott |

|                       |           |                                          |
| Rinas 11’ Vollmar 42’ | Marcatori | 38’, 62’ Reitgassl 66’ Richter 69’ Prins |

| Arbitro: | Schörnich |

|              |           |  |
| Gawletta 16’ | Marcatori |  |

| Arbitro: | Thier |

|  |           |                                                    |
|  | Marcatori | 13’ Richter 32’ Prins 36’, 50’ Meier 47’ Schneider |

| Arbitro: | Malka |

|                      |           |                                            |
| Entenmann 19’ (aut.) | Marcatori | 20’ (aut.), 31’ (aut.) Pulter 80’ Hoffmann |

| Arbitro: | Regely |

|                                                                                             |           |                             |
| Brungs 8’ Strich 17’ (aut.) Schmidt 18’, 56’, 66’ Emmerich 28’, 85’ Konietzka 44’ Wosab 74’ | Marcatori | 35’, 61’ Gawletta 58’ Meier |

| Arbitro: | Fischer |

|                |           |           |
| Meier 41’, 63’ | Marcatori | 70’ Kaack |

| Arbitro: | Tschenscher |

|                           |           |                       |
| Richter 4’, 84’ Meier 32’ | Marcatori | 78’ Seeler 83’ Seeler |

| Arbitro: | Treichel |

|                                 |           |           |
| Thielen 33’, 49’, 62’, 67’, 73’ | Marcatori | 69’ Meier |

| Arbitro: | Betz |

|             |           |                   |
| Neumann 58’ | Marcatori | 75’ (rig.) Nolden |

#### Girone di ritorno
| Arbitro: | Weyland |

|               |           |           |
| Reitgassl 13’ | Marcatori | 40’ Stein |

| Arbitro: | Pooch |

|                                 |           |  |
| Matischak 9’, 20’, 86’ Berz 51’ | Marcatori |  |

| Arbitro: | Kreitlein |

|                                    |           |  |
| Neumann 3’ Meier 49’ Reitgassl 55’ | Marcatori |  |

| Arbitro: | Wieser |

|                        |           |  |
| Schimeczek 8’ Thun 73’ | Marcatori |  |

| Arbitro: | Schörnich |

|                       |           |                         |
| Neumann 15’ Prins 68’ | Marcatori | 51’ (rig.) Brunnenmeier |

| Arbitro: | Zimmermann |

|                     |           |  |
| Bockisch 47’ (rig.) | Marcatori |  |

| Arbitro: | Riegg |

|                          |           |                                                       |
| Reitgassl 2’ Neumann 56’ | Marcatori | 17’, 57’ Schönwälder 38’ Krafczyk 82’ (aut.) Gawletta |

| Arbitro: | Thier |

|                                                          |           |               |
| Witlatschil 14’ (rig.) Thimm 36’, 86’, 88’ Kentschke 66’ | Marcatori | 61’ Reitgassl |

| Arbitro: | Weyland |

|                                       |           |            |
| Neumann 7’ (rig.) Prins 26’ Meier 29’ | Marcatori | 57’ Strehl |

| Arbitro: | Sturm |

|                                              |           |  |
| Höller 7’ Geiger 41’ Wanner 57’ Hoffmann 66’ | Marcatori |  |

| Arbitro: | Zimmermann |

|  |           |               |
|  | Marcatori | 42’ Konietzka |

| Arbitro: | Niemeyer |

|  |           |           |
|  | Marcatori | 24’ Meier |

| Arbitro: | Schmidt |

|                                                         |           |                                   |
| Dehn 35’, 52’ Seeler 68’, 78’, 86’ Kreuz 88’ Boyens 90’ | Marcatori | 50’ Wrenger 53’ Richter 85’ Meier |

| Arbitro: | Jacobi |

|                                   |           |                                         |
| Prins 17’ Richter 23’ Wrenger 58’ | Marcatori | 10’ Hornig 27’ (rig.) Sturm 36’ Schäfer |

| Arbitro: | Riegg |

|                                   |           |  |
| Rahn 3’ Nolden 8’ (rig.) Lotz 86’ | Marcatori |  |

### Coppa di Germania
| Arbitro: | Fischer |

|                |           |  |
| Meier 10’, 53’ | Marcatori |  |

| Arbitro: | Seekamp |

|                                       |           |                       |
| Brunnenmeier 6’, 84’ Kohlars 13’, 42’ | Marcatori | 8’ Kiefaber 56’ Prins |

## Statistiche

### Statistiche di squadra
| Competizione      | Punti | In casa | In casa | In casa | In casa | In casa | In casa | In trasferta | In trasferta | In trasferta | In trasferta | In trasferta | In trasferta | Totale | Totale | Totale | Totale | Totale | Totale | DR  |
| Competizione      | Punti | G       | V       | N       | P       | Gf      | Gs      | G            | V            | N            | P            | Gf           | Gs           | G      | V      | N      | P      | Gf     | Gs     | DR  |
| ----------------- | ----- | ------- | ------- | ------- | ------- | ------- | ------- | ------------ | ------------ | ------------ | ------------ | ------------ | ------------ | ------ | ------ | ------ | ------ | ------ | ------ | --- |
| Bundesliga        | 26    | 15      | 7       | 4       | 4       | 27      | 21      | 15           | 3            | 2            | 10           | 21           | 48           | 30     | 10     | 6      | 14     | 48     | 69     | -21 |
| Coppa di Germania | -     | 1       | 1       | 0       | 0       | 2       | 0       | 1            | 0            | 0            | 1            | 2            | 4            | 2      | 1      | 0      | 1      | 4      | 4      | 0   |
| Totale            | 26    | 16      | 8       | 4       | 4       | 29      | 21      | 16           | 3            | 2            | 11           | 23           | 52           | 32     | 11     | 6      | 15     | 52     | 73     | -21 |

### Andamento in campionato
| Giornata  | 1 | 2  | 3  | 4 | 5  | 6  | 7  | 8 | 9 | 10 | 11 | 12 | 13 | 14 | 15 | 16 | 17 | 18 | 19 | 20 | 21 | 22 | 23 | 24 | 25 | 26 | 27 | 28 | 29 | 30 |
| --------- | - | -- | -- | - | -- | -- | -- | - | - | -- | -- | -- | -- | -- | -- | -- | -- | -- | -- | -- | -- | -- | -- | -- | -- | -- | -- | -- | -- | -- |
| Luogo     | T | C  | T  | C | T  | C  | T  | C | T | C  | T  | C  | C  | T  | C  | C  | T  | C  | T  | C  | T  | C  | T  | C  | T  | C  | T  | T  | C  | T  |
| Risultato | N | P  | N  | V | P  | N  | V  | V | V | P  | P  | V  | V  | P  | N  | N  | P  | V  | P  | V  | P  | P  | P  | V  | P  | P  | V  | P  | N  | P  |
| Posizione | 5 | 11 | 10 | 6 | 10 | 10 | 11 | 8 | 5 | 8  | 10 | 7  | 5  | 9  | 8  | 8  | 10 | 9  | 9  | 8  | 9  | 10 | 12 | 11 | 12 | 12 | 11 | 12 | 12 | 12 |

Legenda:

Luogo: C = Casa; T = Trasferta. Risultato: V = Vittoria; N = Pareggio; P = Sconfitta.

### Statistiche dei giocatori
| Giocatore     | Bundesliga | Bundesliga | Bundesliga  | Bundesliga | Coppa di Germania | Coppa di Germania | Coppa di Germania | Coppa di Germania | Totale   | Totale | Totale      | Totale     |
| Giocatore     | Presenze   | Reti       | Ammonizioni | Espulsioni | Presenze          | Reti              | Ammonizioni       | Espulsioni        | Presenze | Reti   | Ammonizioni | Espulsioni |
| ------------- | ---------- | ---------- | ----------- | ---------- | ----------------- | ----------------- | ----------------- | ----------------- | -------- | ------ | ----------- | ---------- |
| H. Bauer      | 6          | 0          | 0           | 0          | 0                 | 0                 | 0                 | 0                 | 6        | 0      | 0           | 0          |
| H. Braner     | 20         | 0          | 0           | 0          | 2                 | 0                 | 0                 | 0                 | 22       | 0      | 0           | 0          |
| H. Diehl      | 0          | 0          | 0           | 0          | 0                 | 0                 | 0                 | 0                 | 0        | 0      | 0           | 0          |
| M. Feldmüller | 1          | 0          | 0           | 0          | 0                 | 0                 | 0                 | 0                 | 1        | 0      | 0           | 0          |
| W. Gawletta   | 19         | 3          | 0           | 1          | 0                 | 0                 | 0                 | 0                 | 19       | 3      | 0           | 1          |
| R. Kiefaber   | 22         | 0          | 0           | 0          | 2                 | 1                 | 0                 | 0                 | 24       | 1      | 0           | 0          |
| W. Kostrewa   | 17         | 0          | 0           | 0          | 2                 | 0                 | 0                 | 1                 | 19       | 0      | 0           | 1          |
| W. Mangold    | 27         | 0          | 0           | 0          | 0                 | 0                 | 0                 | 0                 | 27       | 0      | 0           | 0          |
| E. Meier      | 20         | 11         | 0           | 0          | 2                 | 2                 | 0                 | 0                 | 22       | 13     | 0           | 0          |
| J. Neumann    | 29         | 6          | 0           | 0          | 1                 | 0                 | 0                 | 0                 | 30       | 6      | 0           | 0          |
| C. Prins      | 23         | 6          | 0           | 1          | 1                 | 1                 | 0                 | 0                 | 24       | 7      | 0           | 1          |
| D. Pulter     | 17         | 0          | 0           | 0          | 2                 | 0                 | 0                 | 0                 | 19       | 0      | 0           | 0          |
| W. Reitgassl  | 30         | 9          | 0           | 0          | 1                 | 0                 | 0                 | 0                 | 31       | 9      | 0           | 0          |
| W. Richter    | 29         | 8          | 0           | 0          | 2                 | 0                 | 0                 | 0                 | 31       | 8      | 0           | 0          |
| W. Schnarr    | 13         | 0          | 0           | 0          | 1                 | 0                 | 0                 | 0                 | 14       | 0      | 0           | 0          |
| G. Schneider  | 28         | 1          | 0           | 0          | 2                 | 0                 | 0                 | 0                 | 30       | 1      | 0           | 0          |
| D. Schönborn  | 0          | 0          | 0           | 0          | 1                 | 0                 | 0                 | 0                 | 1        | 0      | 0           | 0          |
| H. Strich     | 17         | 0          | 0           | 0          | 1                 | 0                 | 0                 | 0                 | 18       | 0      | 0           | 0          |
| W. Wrenger    | 12         | 2          | 0           | 0          | 2                 | 0                 | 0                 | 0                 | 14       | 2      | 0           | 0          |